# كايلوا-كونا
كايلوا هي بلدة في مقاطعة هاواي في ولاية هاواي في الولايات المتحدة. تقع في منطقة شمال كونا في جزيرة هاواي. بلغ عدد السكان فيها 11,975 بحسب تعداد عام 2010. تعتبر كايلوا مركزا للتجارة والسياحية في غرب جزيرة هاواي، وتسمى كايلوا-كونا لتمييزها عن بلدة كايلوا الأكبر في شرق جزيرة أواهو كما وتعرف شعبيا باسم كونا. يخدم البلدة مطار كونا الدولي الذي يقع إلى الشمال في البلدة المجاورة كالاوا. كانت كايلوا-كونا أقرب تجمع سكاني إلى مركز الزلزال السطحي الزلزال الذي ضرب جزيرة هاواي عام 2006.

## التاريخ

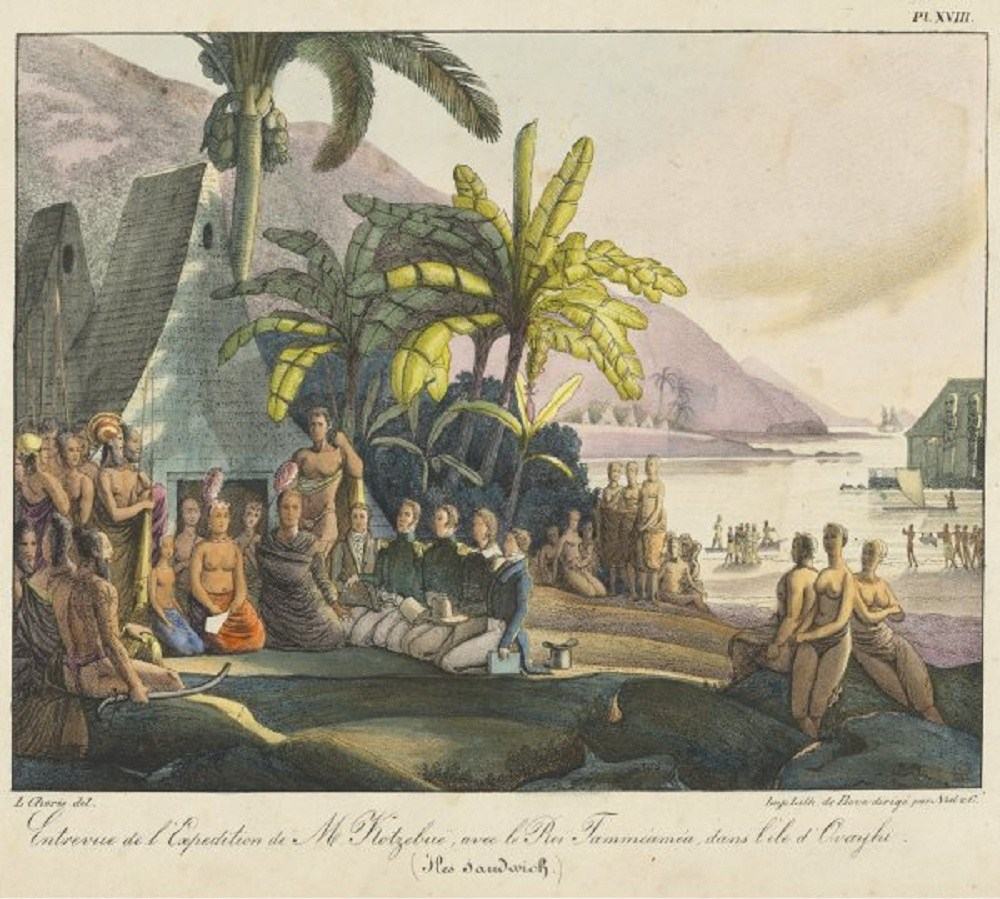
بلاط الملك كاميهاميها كايلوا-كونا في استقبال أوتو فون كوتزيبو عام 1816.

المجتمع أنشأها الملك كاميهاميها أنا أن يكون له مقر الحكومة عندما كان رئيس كونا قبل الموحدة وسيادة الأرخبيل، وفي وقت لاحق أصبح من العاصمة الموحدة حديثا مملكة هاواي ' أنا. رأس المال في وقت لاحق انتقل إلى لاهيانا وبعدها إلى العاصمة الحالية هونولولو. شكلت أحواض السمك الملكية في الحديقة الوطنية التاريخية في كالوكو-هونوكوها مركزا لثقافة هاواي الموحدة.  بعد انتقال العاصمة، شكلت البلدة منتجعا للعائلة الملكية. كانت كايلوا-كونا حتى أواخر القرن الماضي قرية صيادين. في أواخر القرن العشرين وأوائل القرن الحادي والعشرين، شهدت المنطقة طفرة عمرانية لازدياد السياحة والاستثمار.

## الجغرافيا
تقع كايلوا يقع في  على ساحل خليج كايلوا وحتى المنحدر الجنوبي لبركان هوالالاي. لا توجد أية أنهار رئيسية أو جداول في كايلوا أو الجانب كونا هاواي.
بحسب مكتب تعداد الولايات المتحدة، تبلغ مساحة المكان المحدد في التعداد 103 كم2 ، منها 92 كم2 من يابسة و11 كم2 من المياه، أي أن مساحة المياه 10.71% من المساحة الإجمالية.
الرمز البريدي لكايلوا-كونا هو 96740 (96745 لصناديق البريد). من البلدات المجاورة لهذا الرمز البريدي كالاوا وكيالاكيهي وكاهالوو وكياهو.

### المناخ
مناخ كونا مداري شبه قاحل (BSh بحسب تصنيف كوبن) مع درجات حرارة دافئة على مدار السنة، كغيرها في المناطق المدارية ذات خط عرض مشابه. أبرد شهر هو فبراير حيث يبلغ متوسط درجة الحرارة اليومي 23.7 درجة مئوية، بينما يكون أغسطس أعلى الأشهر حرارة بمتوسط يومي يبلغ 27.2 درجة. تتراوح الرطوبة بين 50% و 70%. مناخ كونا بالأغلب جاف، ويبلغ متوسط هطول الأمطار السنوي 467 مليمترا. يكون الصباح عادة ما صاح، بينما ترفع الغيوم الحرارية التي تتكون خلال النهار درجات الحرارة.
بين الفينة والأخرى، يغطي الضباب البركاني أجزاء من ساحل كونا بحسب نشاط بركان كيلوا ورياح الجزيرة. تقع كايلوا-كونا يقع على الجانب المعاكس للرياح من بركان هوالالاي الذي يحمي البلدة من الرياح والأمطار .

## التركيبة السكانية

### بيانات تعداد عام 2000

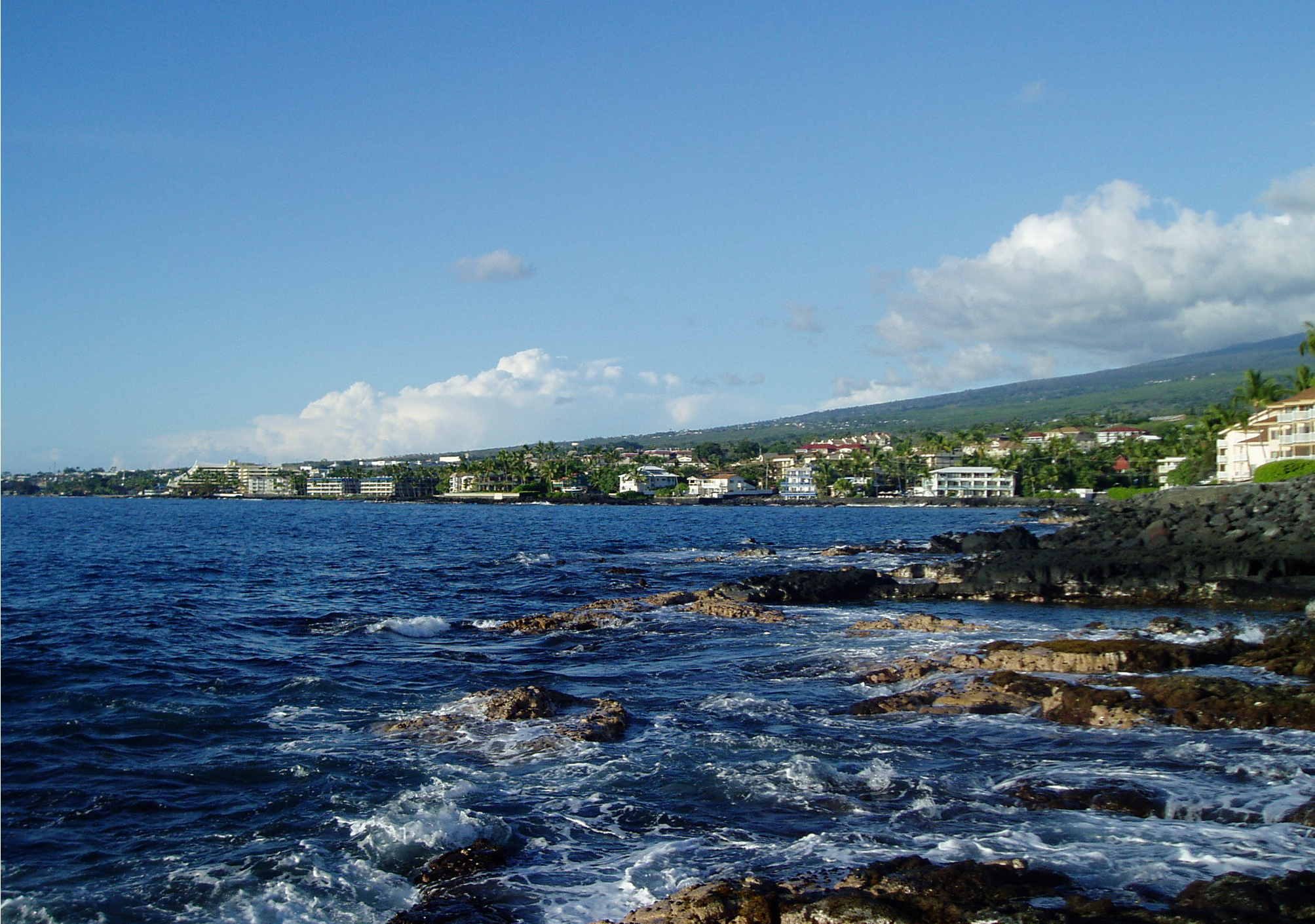
كايلوا من الشاطئ الجنوبي

بحسب  تعداد عام 2000 بلغ عدد السكان 9,870، موزعة على 3,537 منزل مأهول، منها 2,429 من الأسر. بلغت الكثافة السكانية 278.0 شخص لكل ميل مربع (107.3/كم2). بلغت عدد الوحدات السكنية 4,322 بمتوسط كثافة 121.7 لكل ميل مربع (47.0/كم2). التركيبة العرقية بحسب التعداد كانت 38.65% من البيض، 0.46% من السود أو الأمريكيين الأفارقة، 0.46% من الأمريكيين الأصليين، 18.28% من الآسيويين، 13.16% من سكان جزر المحيط الهادئ الأصليين، 1.93% من أعراق أخرى، 27.07% من عرقين أو أكثر. 10.20% من السكان من أصل إسباني أو لاتيني بصرف النظر عن العرق.
كانت هناك 3,537 وحدة أسرية منها 35.0% مع أطفال تحت سن 18، 49.6% من المتزوجين الذين يعيشون معا، 13.6% من الأسر بربة منزل أنثى بدون زوج و 31.3% من غير الأسر. 22.6 % من الوحدات الأسرية من الأفراد و 7.2% من الأشخاص الذين يعيشون وحدهم فوق سن 65. متوسط حجم الوحدة الأسرية 2.78 ومتوسط حجم الأسرة 3.26.
التوزيع العمري السكاني كان 27.3% تحت سن 18، 9.0% بين 18 و 24، 28.8% بين 25 و 44 ، 24.9% بين 45 و 64  و 10.0% من 65 فما فوق. متوسط العمر 36 عاما. مقابل كل 100 أنثى هناك 98.8 الذكور. أما الإناث فوق سن 18، فمقابل كل 100 هناك 95.8 الذكور.
بلغ متوسط دخل الوحدة الأسرية 40,874 دولارا أمريكيا، وبلغ متوسط دخل الأسرة 46,657 دولارا. متوسط دخل الذكور 30,353 دولارا مقابل 26,471 دولارا للإناث. بلغ الناتج القومي للفرد 20,624 دولارا. 10.8% من السكان و 6.5% من العائلات تحت خط الفقر. 11.9% ممن دون سن 18 و 3.9% ممن سنهم 65 فما فوق تحت خط الفقر .

## الاقتصاد
أثرت الأزمة المالية الأمريكية عام 2008 سلبا على كايلوا-كونا حيث انكمش الاقتصاد هناك، لكن في بداية عقد ال2010، شهدت نموا ملحوظا وتطورا اقتصاديا تراجعت السياحة أيضا في أواخر عقد الألفين ولكنها نهضت من جديد منذ ذلك الوقت. جامعة هاواي لديها خطط لبناء حرم جامعي لكلية مجتمع هاواي في بالامانوي. منذ أوائل عقد 2000، شهد جانب كونا من الجزيرة كميات كبيرة من الضباب البركاني من براكين بوئوئوئو و Pu'u'Ō'ō وكايلاويا عبر أنماط الرياح من ساحل كونا الجنوبي حول ماونا لوا وماونا كيا. تظهر إحصاءات السياحة بأن للضباب البركاني أثر ضئيل على الحركة السياحية في منطقة كونا.

## مناطق الجذب السياحي والأحداث
كايلوا هي نقطة الانطلاق والنهاية لبطولة آيرونمان العالمية السنوية للسباق الثلاثي،  ومهرجان كونا السنوي للقهوة، ودوري هاواي العالمي السنوي للأسماك المارلينية.
قهوة كونا هي صنف من أصناف قهوة أرابيكا تزرع على سفوح جبلي  هاوالالي وماونا لوا في شمال وجنوب منطقة كونا.

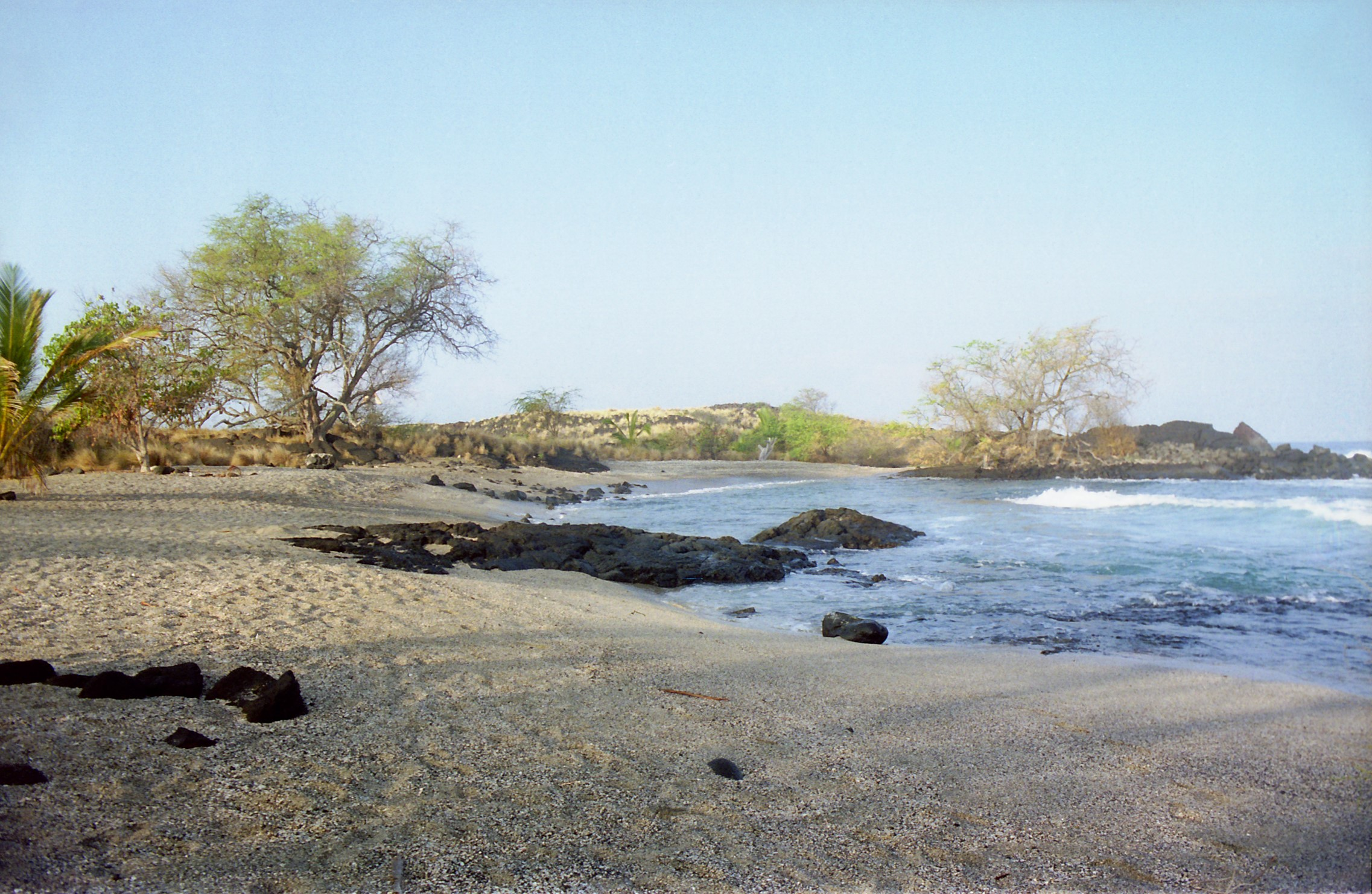
شاطئ المطار القديم شمال كايلوا

شارع أليئي هو الشارع الرئيس على الساحل في وسط البلد، يبدأ عند رصيف كايلوا. تمت تسمية الشارع كطريق من طرق هاواي الخلابة باسم «خطى ملكية على ساحل كونا». على طول هذا الشارع مواقع أثرية صمدت لمئات السنين. رصيف كايلوا هو نقطة بداية ونهاية بطولة أيرونمان العالمية للترايثلون التي تقام في أكتوبر. يقع المنزل الملكي كاماكاهونو شمال الرصيف بالإضافة إلى مقبرة أهوإينا. هناك قصر ملكي آخر وهو قصر هوليهيئي الذي استخدم من قبل الأسرة المالكة حتى عام 1914. يقع على الشارع فندق كونا التاريخي ومحلات تجارية أخرى. من الكنائس على الشارع كنيسة موكوأيكاوا، وهي أول كنيسة مسيحية في هاواي والتي بنيت عام 1820، وكنيسة القديس ميخائيل رئيس الملائكة. من بين الحدائق العامة خليج لألوا (المعروفة باسم شاطئ الرمال السحرية أو الرمال البيضاء) وخليج كاهالوؤو وهو من أفضل أماكن الغوص بالمنشاق في هاواي.

## وسائل الإعلام
الصحيفة المحلية لكايلوا-كونا هي «غرب هاواي اليوم» (West Hawaii Today) المملوكة لشركة بلاك برس الكندية.

## التعليم
تشغل وزارة تعليم ولاية هاواي المدارس العامة في كايلوا-كونا، وهي مدرسة كيالاكيهي الابتدائية ومدرسة كاهاكاي الابتدائية ومدرسة كيالاكيهي المتوسطة ومدرسة كيالاكيهي الثانوية.

## سكان ملحوظون
- مايكل ديل يمتلك منزل في شمال كونا
- كاليو واسمان وبريت بولينجر ويسود ويليامز من فرقة بيبر ينحدرون من كايلوا-كونا.
- جون بول توماس أقام في كايلوا-كونا
- ساندرا كورتسيغ لديها منزل في كونا

## وصلات خارجية
- كونا وب موقع ويب مجتمعي
- موقع مجتمع كونا التاريخي
- شوارع هاواي الخلابة
- موقع غرفة تجارة كونا كوهالا
- موقع خريطة الساحل الشمالي لمقاطعة هاواي
- فوتوسفير كايلوا-كونا لجيرالد بيسون

‌